# Gaspar de Crayer
Gaspar de Crayer (Anvers, 1582 - Gant, 1669) de vegades anomenat Caspar de Crayer, va ser un pintor barroc flamenc conegut pels seus nombrosos retaules contrareformistes i retrats. Va ser pintor de cambra dels governadors dels Països Baixos Espanyols i va treballar a les principals ciutats de Flandes, on va contribuir en la difusió de l'estil de Rubens.

## Biografia
Nascut a Anvers, Gaspar de Crayer, sent encara nen, es va iniciar en la pintura a Brussel·les amb Raphael Coxcie, fill de l'ancià mestre Michel Coxcie i pintor de cambra dels arxiducs Albert d'Àustria i Isabel Clara Eugenia, sobirans dels Països Baixos Espanyols. Va estudiar a l'Acadèmia de Sant Llorenç a Brussel·les i es va Inscriure en el Gremi de Sant Lluc de Brussel·les el 1607, va romandre a Brussel·les fins a 1664, per acabar residint finalment a Gant .

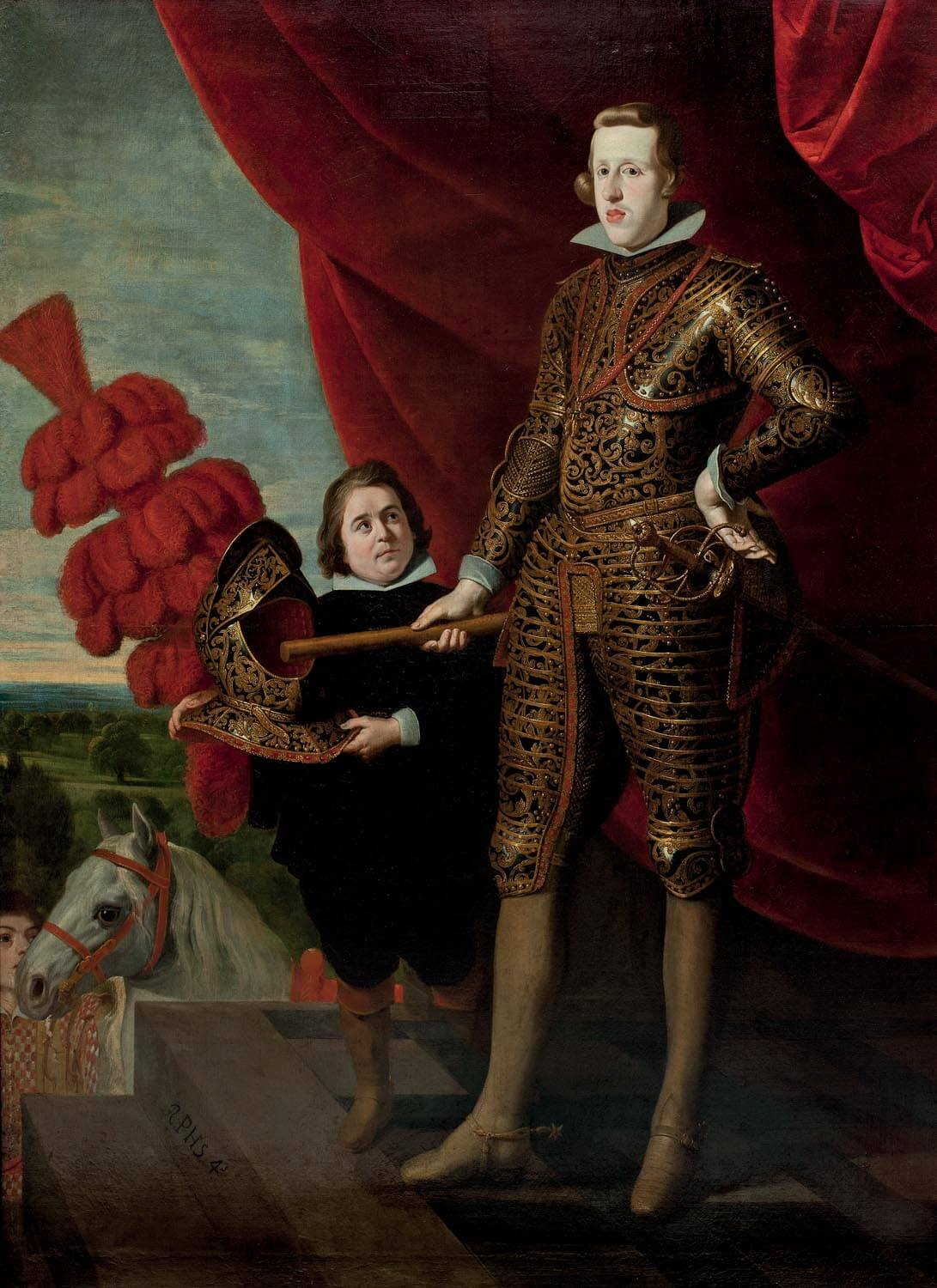
Felipe IV amb nan (Palacio de Viana, Madrid).

Les primeres obres de Gaspar de Crayer inclouen retrats dels reis d'Espanya i dels governadors i funcionaris espanyols que estaven destinats als Països Baixos Espanyols així com de membres del consell de la ciutat de Brussel·les. Entre ells pot citar-se el Retrat del marquès de Leganés, pintat per Crayer el 1627-1628 (Museu d'Història de l'Art de Viena). A més, des del principi de la seva carrera va rebre encàrrecs amb destinació als retaules de diverses esglésies i monestirs als voltants de Brussel·les. El 1635 el Cardenal-Infant Ferran d'Àustria, germà del rei Felip IV i governador dels Països Baixos Espanyols des de la mort de la seva tia Isabel Clara Eugènia, va fer d'ell el seu pintor de cambra. Més endavant va treballar com a pintor de cambra per al governador Leopold Guillem d'Habsburg.
Crayer va ser un dels pintors més més productius de l'escola francesa, epígon de Pieter Paul Rubens per la vigoria de les seves obres i d'Antoon van Dyck per la cura dels particulars. Va tenir bones relacions amb els arxiducs Albert d'Àustria i Isabel Clara Eugenia, sobirans dels dels Països Baixos catòlics, que el van tractar sempre amb un gran respecte. El Cardenal-Infant Ferran d'Àustria, germà del rei Felip IV i governador dels Països Baixos del sud, a la mort d'Isabel Clara Eugènia, el va adoptar com el seu pintor oficial.
Les seves pintures es troben en grans quantitats a les esglésies i museus de Brussel·les i Gant, ja que pràcticament no hi ha capella a Flandes o Brabant que no pretengui posseir alguna de les seves pintures. No obstant això, també va ser conegut fora del seu país natal i algunes de les seves obres també es poden trobar més al sud, a Aix-en-Provence i a Amberg, a l'Alt Palatinat.
La seva habilitat com a artista decoratiu es posa de manifest en els panells elaborats a l'arc de triomf construït per a l'entrada de Ferran d'Habsburg a la capital flamenca després de la victòria a la batalla de Nördlingen. Alguns d'aquests panells es mostren actualment al museu de Gant. Les seves millors obres són: La pesca miraculosa,, conservat a la galeria de Brussel·les, El judici de Salomó a la galeria de Gant i els quadres de la Madonna amb els sants actualment al Louvre, a la galeria de Múnic i al Belvedere de Viena.

## Obres destacades

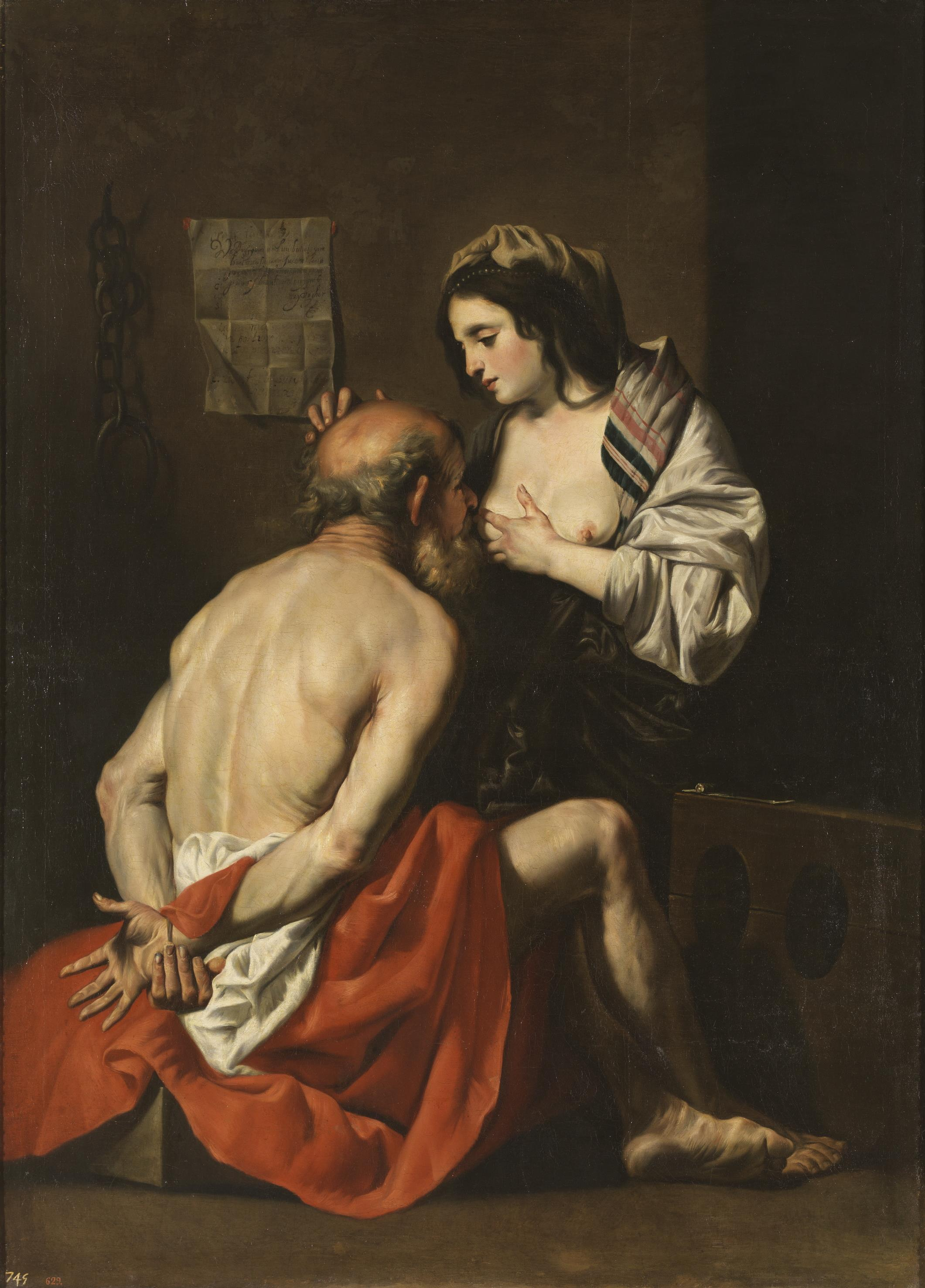
La Caritat romana (Museu del Prado, Madrid).

- Nicolás Triest, comte de Auweghem (1620, Harvard Art Museum)
- Retrat eqüestre del marquès de Leganés (1627-28, Kunsthistorisches Museum, Viena)
- Felipe IV amb armadura de parada (1628, Metropolitan Museum, New York)

- La Verge nena coronada per àngels (Museus Reals de Belles arts de Bèlgica, Brussel·les)
- Anunciació (Kunsthistorisches Museum, Viena)
- Triomf de Escipión Africà (1634, Courtauld Institute of Art, Londres)
- Verge amb Nen entronitzada amb Sant Agustí i les santes María Magdalena, Caterina, Dorotea i Cecília (1638, Kunsthistorisches Museum, Viena)
- Sagrada Família amb sant Juanito (Palazzo Pitti, Florència)
- L'infant don Fernando d'Àustria (Reial Acadèmia de Belles Arts de San Fernando, Madrid)
- Santa Teresa rep una capa i una cadena d'or de la Verge (1639, Kunsthistorisches Museum, Viena)
- El cardenal-infant don Fernando d'Àustria (1639, Museu del Prado, Madrid)
- Felipe IV a cavall (Museu del Prado, Madrid)
- Caritat romana (Museu del Prado, Madrid)
- Lament sobre Crist mort (1649-56, Kunsthistorisches Museum, Viena)
- Ecce Homo (1649-56, Kunsthistorisches Museum, Viena)
- Descendimiento (1669, Rijksmuseum, Amsterdam)

## Bibliografia

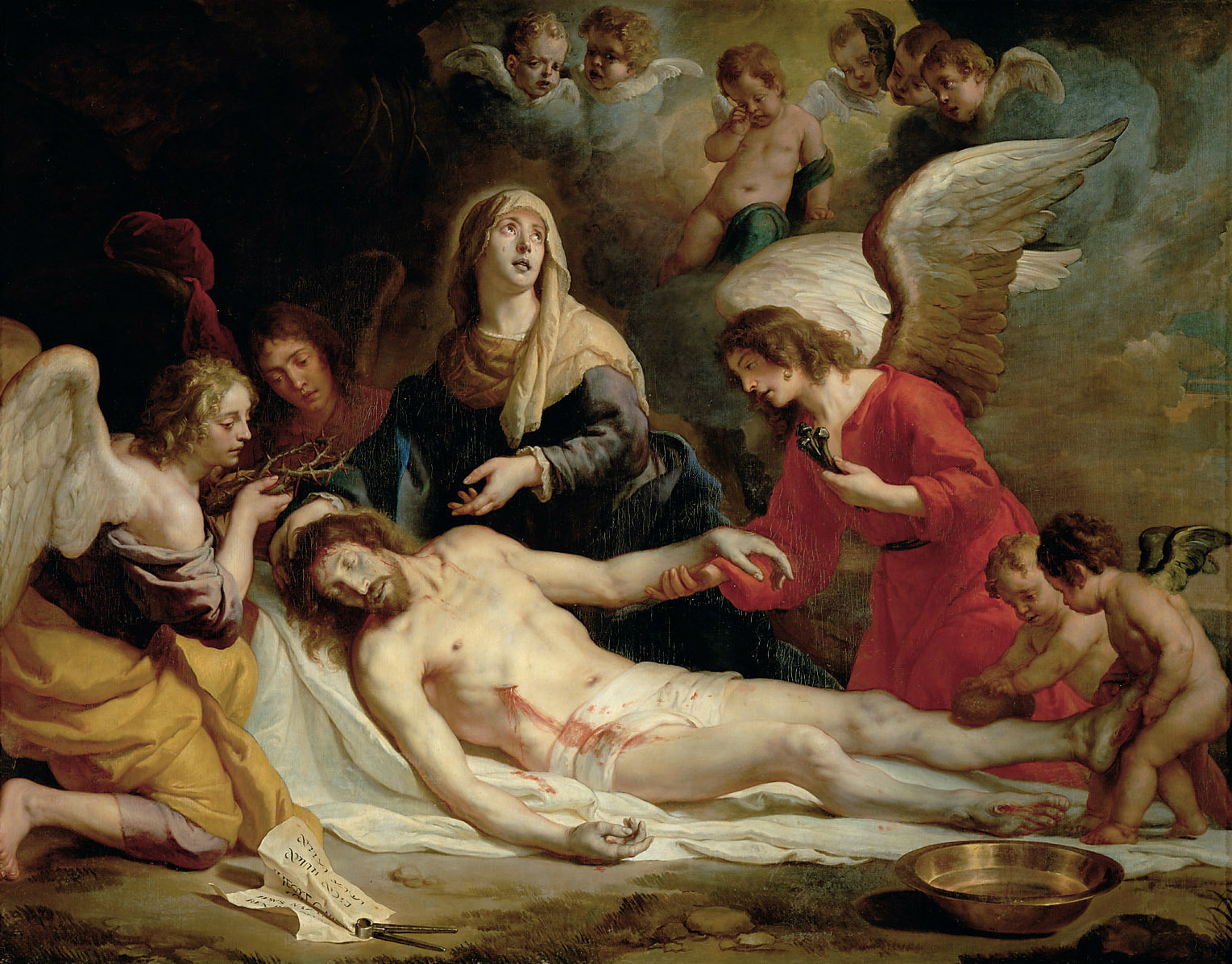
Lamentació sobre Crist Mort (Museu d'Història de l'Art de Viena)